# La red (serie de televisión)
La Red es una serie de televisión de 1998 y 1999 basada en la película La Red (interpretada por Sandra Bullock). Esta serie está protagonizada por Brooke Langton en el papel de Angela Bennett (la analista informática interpretada por Sandra Bullock en la película). La serie fue producida en Vancouver (Canadá) y sólo duró una temporada de veintidós episodios.

## Sinopsis
La experta en computadoras Angela Bennet (Brooke Langton) recibe accidentalmente un correo electrónico secreto con información sobre una organización de terroristas informáticos llamada Los Pretorianos. Angela pronto descubre que Los Pretorianos pretenden tomar control del mundo a través del uso de ordenadores. Los Pretorianos se dan cuenta del conocimiento de Angela y alteran los registros informáticos del FBI, creándole una identidad ficticia como una delincuente llamada 'Liz Marx'.
Angela dispone de la ayuda de una persona llamada El Hechicero, con el que conversa a través de Internet. Con su ayuda y por medio de ordenadores, consigue frustrar muchos planes de Los Pretorianos y desea recobrar su verdadera identidad, mientras tiene que huir a la vez de Los Pretorianos y del FBI.
Aparece en esta serie muchos elementos de aventura e intriga, en relación con el uso de la informática para manipular y alterar registros. Incurre en algunos errores (típicos en muchas películas o series sobre la informática) tales como: la forma de reventar claves, etc.

## Intérpretes
- Brooke Langton como Angela Bennett.
- Joseph Bottoms como Sean Trelawney.
- Tim Curry como la voz de El Hechicero (Episodios 1-10).
- Eric Szmanda como Jacob "Hechicero" Resh (Episodios 10-22).
- Kelli Taylor como Anna Kelly.
- Mackenzie Gray como Greg Hearney.
- Jim Byrnes como Mr. Olivier
- Dion Luther como Mr. White/Michael White.

## Argumento
Esta serie sólo tuvo una temporada de 22 episodios. Con arreglo al argumento, los episodios pueden dividirse en tres grupos:
- Episodio 1.
- Episodios 2-19.
- Episodios 20-22.

### Episodio 1
Hay una organización de terroristas informáticos llamada Los Pretorianos, que quieren dominar el mundo a través de Internet. La experta en computadoras Angela Bennet (Brooke Langton) recibe accidentalmente un correo electrónico secreto con información sobre ellos.
Los Pretorianos alteran los registros informáticos del FBI, creándole una identidad ficticia como una delincuente llamada 'Liz Marx'. Angela huye y en un cibercafé se entera de que la acusan de la muerte de su asistenta (realmente asesinada por Los Pretorianos).
Angela se entera de que la clave estaba en el Cañón del Cobre y decide ir a ver a una persona llamada Phillip Wayland. Éste le informa de que en 1984 (clara referencia a la novela 1984 de Orwell) varias personas (militares, filósofos, analistas, etc.) se reunieron en el Cañón del Cobre para trabajar en un sistema de comunicaciones mundial. Angela descubre en una foto que su padre se fue al Cañón del Cobre. Wayland y Angela van allí seguidos por Los Pretorianos, que activan un sistema de autodestrucción y Wayland muere aunque Angela consigue huir. Con una identidad falsa, Angela se ve obligada a una huida constante.

### Episodios 2-19
En estos episodios aparece Angela en su huida. Adopta diversas identidades y tiene la ayuda de El Hechicero, con el que conversa a través de Internet. Hasta el episodio 9 inclusive, El Hechicero no aparece en persona, sólo como una voz de una persona con la que Angela conversa por Internet. En el episodio 10 Angela le conoce en persona y resulta ser un adolescente de 17 años. En todos los episodios siguientes aparece también El Hechicero en persona.
Con la ayuda de El Hechicero y por medio de ordenadores, consigue frustrar muchos planes de Los Pretorianos y desea recobrar su verdadera identidad, teniendo que huir a la vez de Los Pretorianos y del FBI. Sean Trelawney (un miembro de la organización Los Pretorianos) es el encargado de perseguirla.
En el episodio 19, Angela, con ayuda de varios amigos, consigue atacar la sede de Los Pretorianos y recobrar su verdadera identidad. Sean Trelawney muere en este episodio. Angela es contratada, ya con su verdadera identidad, por el FBI para ocuparse de delitos cometidos en relación con Internet.

### Episodios 20-22
Estos episodios son muy diferentes de la película y de los demás episodios. Aunque la protagonista sigue siendo Angela, el contexto es muy diferente. Angela ya no tiene que huir de Los Pretorianos (cuya organización fue desmantelada en el episodio 19) ni del FBI y tiene su verdadera identidad.
En estos episodios, Angela, como integrante del FBI, tiene que investigar delitos en relación con Internet.

## Emisión en televisión
La serie fue emitida en España en su día por Canal+ y más tarde por AXN. En el año 2006 se volvió a emitir en el canal Calle 13 . En el año 2008 se emitió en el canal CNN+ .

## Episodios
| Episodio | Nombre del Episodio                                             | Fecha de Emisión        |
| -------- | --------------------------------------------------------------- | ----------------------- |
| 1        | Deleted (Eliminada)                                             | 19 de julio de 1998     |
| 2        | North by Northwestern (Con la muerte en los talones)            | 25 de julio de 1998     |
| 3        | Transplant (Trasplante)                                         | 1 de agosto de 1998     |
| 4        | Bulls and Bears (Toros y osos)                                  | 8 de agosto de 1998     |
| 5        | Death of an Angel (La muerte de un ángel)                       | 15 de agosto de 1998    |
| 6        | Kill the Buddha (Matar al buda)                                 | 22 de agosto de 1998    |
| 7        | Fireball (Bola de fuego)                                        | 29 de agosto de 1998    |
| 8        | Jump Vector (Vector de salto)                                   | 3 de octubre de 1998    |
| 9        | Go Like You Know (Hazlo como sepas)                             | 10 de octubre de 1998   |
| 10       | Harvest (Cosecha)                                               | 17 de octubre de 1998   |
| 11       | Diamonds Aren't Forever (Los diamantes no son para siempre)     | 28 de noviembre de 1998 |
| 12       | Pandora's Box (La caja de pandora)                              | 5 de diciembre de 1998  |
| 13       | Sample (Muestra)                                                | 12 de diciembre de 1998 |
| 14       | Lucy's Life (La vida de Lucy)                                   | 20 de diciembre de 1998 |
| 15       | Pay the Line (Paga la línea)                                    | 9 de enero de 1999      |
| 16       | Lunatic Fringe (Lunáticos)                                      | 16 de enero de 1999     |
| 17       | In Dreams (En sueños)                                           | 23 de enero de 1999     |
| 18       | Y2K: Total System Failure (Efecto 2000 fallo total del sistema) | 30 de enero de 1999     |
| 19       | Zero (Cero)                                                     | 6 de marzo de 1999      |
| 20       | Last Man Standing (El último hombre en pie)                     | 13 de marzo de 1999     |
| 21       | Chem Club (Laboratorio químico)                                 | 20 de marzo de 1999     |
| 22       | eye-see-you.com (Te veo.com)                                    | 27 de marzo de 1999     |